# Easter Seals (organización de autismo)
Easter Seals (fundado en 1919 como la Sociedad Nación para los Niños Lisiados) es una organización caritativa Americana no lucrativa que ayuda a más de un millón de niños y adultos con autismo y otras discapacidades y necesidades especiales anualmente mediante una red de más de 550 sitios de servicio en Estados Unidos (incluida Puerto Rico), Canadá, Australia y Nueva Zelanda. Sitios proveen servicios, terapias y tratamientos adaptados para satisfacer las necesidades específicas de la comunidad en particular. La organización asiste a niños y adultos con discapacidades físicas, mentales y necesidades especiales resultando de cualquier causa, ya sea diagnosticado de nacimiento o incurrido mediante alguna enfermedad, lesión accidental o el proceso de envejecimiento.
Easter Seals cumple los estándares del Consejo Nacional de Salud y de Better Business Bureau/Wise Giving Alliance.

## Servicios
Easter Seals ofrece una variedad de servicios diseñados para satisfacer las necesidades individuales. Terapeutas, maestros y otros profesionales de la salud ayudan a las personas a superar obstáculos hacia la independencia y llegar a sus metas individuales. Las familias son tratadas como miembros activos de cualquier otro programa de terapia. Los servicios incluyen, pero no son limitados a:
- Rehabilitación médica (incluyendo terapia física, terapia ocupacional, terapia de habla y audición y atención temprana)
- Servicios Residenciales (sirviendo niños, adolescentes y adultos)
- Capacitación para el trabajo y el empleo
- Cuidado de niños desde los 6 meses hasta los 5 años
- Programas para Adultos con discapacidades y otros adultos
- Recreación para niños y adultos para que experimenten todos los aspectos de acampar sin sus limitaciones usuales
- Programa de Abuso de Substancias

## Recaudación de Fondos
Easter Seals es un movimiento popular, organización basada en la comunidad. Aproximadamente 90 por ciento de los ingresos de Easter Seals apoya servicios en las áreas donde los fondos fueron recaudados. Por más de 25 años consecutivos, Easter Seals ha sido clasificado en primer lugar entre los miembros del Consejo Nacional de la Salud por el porcentaje (94 por ciento) del programa de dólares gastados en servicios directos. Easter Seals recibe financiamiento de una variedad de fuentes, incluyendo aseguradores privados, agencias gubernamentales, contribuciones públicas y cargo por servicio. Contribuciones públicas ayudan a cubrir la diferencia entre el costo actual del programa y lo que los clientes pueden proporcionar. Los servicios primarios de Easter Seals benefician a más de 1.3 millones de individuos cada año a través de más de 550 centros en E.U.A. (incluida Puerto Rico), Canadá, Australia y Nueva Zelanda.

## Acción Legislativa
Niños y adultos con discapacidades desproporcionadas dependen de los programas gubernamentales para poder tener acceso a educación, cuidado de la salud, alojamiento y servicios de transporte y empleo. Easter Seals ha sido activo en promoción de políticas públicas desde principios de 1920, trabajando con oficiales y agencias federales, estatales y locales para defender la aprobación de la legislación para ayudar a las personas con discapacidades a alcanzar independencia. Esto incluye el Acta de Americanos con Discapacidades (ADA). Aprobada en 1990, el ADA garantiza los derechos civiles de las personas con discapacidad al prohibir la discriminación hacia cualquiera que tiene discapacidad mental o física en el área de empleo, servicios públicos, transporte, alojamientos públicos y telecomunicaciones.

## Estructura

### Sedes
Las oficinas centrales de Easter Seals en la Torre Willis en Chicago y en Washington D. C. proveen asistencia a 83 afiliados a través de entrenamiento gerencial, implementación de buenas prácticas, servicios de consulta, recaudación de fondos, mercadotecnia y relaciones corporativas. Las oficinas centrales en Washington D. C. abogan por la aprobación de legislación para ayudar a las personas con discapacidad a lograr independencia. La política pública de Easter Seals da prioridad al enfoque en temas como la intervención temprana y educación, empleo, cuidado de la salud, el financiamiento del programa de discapacidad, el Acta de Americanos con Discapacidad y servicios a Americanos en envejecimiento.

### Afiliados y lugares de servicio
A escala nacional, los 83 afiliados de Easter Seals y más de 550 lugares de servicio proveen asistencia a personas con discapacidad y necesidades especiales en sus comunidades locales. Cada afiliado opera como un independiente de la corporación de Easter Seals.

### Junta directiva y Cámara de Delegados
Easter Seals es gobernado por una Junta Directa Nacional, que está compuesta de voluntarios, que en su mayoría son nominados por uno de los 85 afiliados que hay en el país. Las elecciones de la Junta Directiva, la cual está compuesta de entre 15 y 19 miembros, se llevan a cabo por la Cámara de Delegados Easter Seals. Los directores son electos por un periodo de tres años, y los periodos están escalonados para fuerza y continuidad en la directiva.
La Cámara Nacional de Delegados de Easter Seals consiste de voluntarios certificados por sus afiliados para representarlos como delegados en la convención anual de la organización, asegurando así una amplia representación de afiliados de Easter Seals nacionalmente, proveyendo además de numerosos entrenamientos y sesiones motivacionales ofrecidas a los miembros del consejo de Easter Seals, delegados y personal afiliado a través de la convención. La junta anual de delegado toma lugar, cuando la junta escoge a nuevos miembros de la junta nacional y toma en consideración cualquier otra moción puesta delante de ellos. 

## Trastornos del Espectro Autista y el camino delante
A través de los últimos 20 años, Easter Seals ha visto un crecimiento dramático en el número de personas con autismo a la que la organización ayuda. Mediante ambos servicios desarrollados específicamente para las personas con autismo y servicios que incluyen niños y adultos con autismo entre otros destinatarios del servicio. La organización trabaja internacionalmente para proveer a niños y adultos con autismo planes de tratamiento individualizados y servicios comprensivos.
Los programas de Easter Seals a través del país proveen una amplia variedad de intervenciones que ayudan a todas las habilidades, incluyendo aquellos con Trastornos del Espectro Autista(ASD). Easter Seals actualmente tiene una combinación de servicios específicamente orientados a personas con diagnóstico de ASD, así como otros servicios que incluyen personas con ASD entre los destinatarios de sus servicios.